# Fjodor Serafimowitsch Druschinin
Fjodor Serafimowitsch Druschinin (russisch Фёдор Серафимович Дружинин; * 6. April 1932 in Moskau; † 1. Juli 2007) war ein russischer Bratschist und Komponist und Lehrer für Viola.

## Leben
Fjodor Druschinin wurde 1932 in Moskau geboren. Er begann 1944 an der Musikschule des Moskauer Konservatoriums mit dem Violastudium bei Nikolai Sokolow und studierte ab 1950 am Konservatorium bei Wadim Borissowski. 1964 nahm Druschinin dessen Platz im Beethoven-Streichquartett ein. Er lehrte als Lehrer am Moskauer Konservatorium, wo er 1980 zum Leiter der Violasektion ernannt wurde. Sein berühmtester Schüler ist Juri Baschmet.
Druschinin ist Widmungsträger bedeutender Werke für Viola, u. a. der Komponisten Mieczysław Weinberg, Alfred Schnittke, Grigori Frid und insbesondere der Sonate für Viola Op. 147 (1975) von Dmitri Schostakowitsch, die er auch uraufgeführt hat. Druschinin gewann 1957 den ersten Preis beim Moskauer Musikwettbewerb. 1988 wurde er zum Volkskünstler der RSFSR ernannt. Neben seinen Tätigkeiten als Lehrer und Violinist komponierte er auch mehrere Werke für Viola.